# Паулу Соза
Паулу Соза (порт. Paulo Sousa, МФА: [ˈpawlu ˈsowzɐ], нар. 30 серпня 1970, Візеу) — португальський футболіст, півзахисник. Після завершення ігрової кар'єри — футбольний тренер, нині — головний тренер «Фламенгу».
Як гравець насамперед відомий виступами за «Бенфіку», вихованцем якої Соза і є, вигрававши з нею чемпіонат і Кубок Португалії, «Ювентус», з яким став чемпіоном Італії, володарем Кубка та Суперкубка Італії, а також переможцем Ліги чемпіонів УЄФА, та «Боруссію» (Дортмунд), з якою виграв Лігу чемпіонів УЄФА та Міжконтинентальний кубок.
Як тренер ставав чемпіоном Ізраїлю з «Маккабі» (Тель-Авів) та чемпіоном Швейцарії з «Базелем».

## Клубна кар'єра
Вихованець футбольної школи клубу «Бенфіка». Дорослу футбольну кар'єру розпочав 1989 року в основній команді того ж клубу. Вже у другому своєму сезоні, Соза виграв чемпіонат Португалії. В команді Соза грав зі своїми партнерами по португальській збірній Руєм Коштою, Паулу Футре і Жоао Вієйра. У 1993 році у матчі з «Боавіштою», голкіпер «Бенфіки» за «фол останньої надії» був вилучений з поля, а клуб вже зробив всі три заміни, після чого Соза став у ворота, і хоч пропустив м'яч з пенальті, який став результатом дій видаленого голкіпера, все ж кілька разів врятував команду, яка «вирвала» у цьому матчі перемогу 3:2. По закінченні цього сезону, Паулу Соза, разом з партнером по команді Антоніу Пашеку перейшов у клуб «Спортинг» (Лісабон), в якому він грав з Луїшем Фігу і Красимиром Балаковим.
Після одного сезону в «Спортінгу», Паулу Соза поїхав у італійський «Ювентус», з якоим Соза виграв у сезоні 1994/1995 чемпіонат і кубок Італії, зробивши переможний «дубль». А наступному сезоні клуб виграв суперкубок Італії, і виграв у фіналі ліги чемпіонів, де італійці зіграли внічию 1:1 в основний час, а в серії пенальті перемогли 4:2, правда Паулу Соза вже був до того моменту замінений, його змінив Анджело Ді Лівіо на 57-й хвилині матчу, але в чемпіонаті Італії клуб став лише другим.
У 1996 році Паулу Соза перейшов у німецьку «Боруссію» (Дортмунд), з якою він повторив успіх однорічної давнини, вигравши у фіналі у свого колишнього клубу, «Ювентуса», 3:1, а сам Соза провів на полі всю гру. Правда дортмундський період кар'єри Сози був затьмарений важкими травмами гравця, «завдяки» яким він провів на полі в першому сезону 11 матчів у чемпіонаті, а в другому — 16. В середині сезону 1997/98 за 7,6 млн євро Паулу Соза був проданий міланському «Інтеру», за який провів близько року. 
У січні 2000 року Паулу Соза перейшов в «Парму», де більшу частину матчів провів на лаві запасних, потім близько 6-ти місяців був без клубу, поки не перейшов в грецький «Панатінаїкос», де також задовольнявся роллю запасного гравця. А останнім клубом для Паулу Соза став «Еспаньйол», в якому він не зміг вийти на колишній рівень гри і завершив свою кар'єру 2002 року.

## Виступи за збірну
Паулу Соза був з того «Золотого» покоління португальських гравців, які виграли молодіжні чемпіонати світу 1989 і 1991 рр., у фіналі 1991 року Португалія перемогла збірної Бразилії, кілька гравців із складу якої будуть грати на наступних, вже «дорослих» чемпіонатах світу.
16 січня 1991 року дебютував в офіційних матчах у складі національної збірної Португалії в товариській грі зі збірною Іспанії, яка завершилася внічию 1:1.
У складі збірної був учасником чемпіонату Європи 1996 року в Англії, чемпіонату Європи 2000 року у Бельгії та Нідерландах, на якому команда здобула бронзові нагороди, а також чемпіонату світу 2002 року в Японії і Південній Кореї, на якому, щоправда, на поле не виходив..
Свій останній матч у складі національної команди Паулу Соза провів 2002 року у товариській грі проти збірної Китаю. Протягом кар'єри у національній команді, яка тривала 12 років, провів у формі головної команди країни 51 матч.

## Кар'єра тренера
Розпочав тренерську кар'єру невдовзі по завершенні кар'єри гравця, 2005 року, увійшовши до тренерського штабу національної збірної Португалії. Свою тренерську кар'єру Паулу Соза почав з ролі помічника у збірній Португалії віком до 15 років. З липня 2007 по листопад 2008 року Паулу Соза був помічником Луїса Філіпе Сколарі і Карлуша Кейруша у першій збірній Португалії.
Надалі, протягом 2008–2010 років, працював на Британських островах, де очолював команди клубів «Квінс Парк Рейнджерс», «Свонсі Сіті» та «Лестер Сіті».
З 2011 до 2013 року очолював тренерський штаб угорської команди «Відеотон», після чого в 2013–2014 роках був тренером ізраїльського «Маккабі» з міста Тель-Авів, з яким виграв національний чемпіонат.
З 28 травня 2014 року — головний тренер швейцарського клубу «Базель», з яким виграв чемпіонат Швейцарії. 17 червня 2015 розірвав контракт з «Базелем» за обопільною згодою.
21 червня 2015 року став головним тренером італійської «Фіорентини». На цій посаді пропрацював два роки, поки 6 червня 2017 року не було оголошено, що новим тренером «фіалок» призначено Стефано Піолі.
6 листопада 2017 очолив китайський «Тяньцзінь Цюаньцзянь», замінивши на цій посаді Фабіо Каннаваро. Через брак результатів (13-те місце в чемпіонаті та виліт у чвертьфіналі Ліги чемпіонів АФК) залишив клуб 4 жовтня 2018 за згодою сторін.
8 березня 2019 очолив французький «Бордо».
21 січня 2021 року очолив збірну Польщі. 29 грудня цього ж року достроково розірвав контракт, виплативши пеню.
З 29 грудня 2021 — головний тренер бразильського «Фламенгу». Контракт розрахований на два роки.

## Титули і досягнення
| - Чемпіон світу (U-20): 1989 - Чемпіон Португалії (1): «Бенфіка»: 1990-91 - Володар Кубка Португалії (1): «Бенфіка»: 1992–93 - Володар Суперкубка Португалії (1): «Бенфіка»: 1989 - Чемпіон Італії (1): «Ювентус»: 1994-95 - Володар Кубка Італії (1): «Ювентус»: 1994-95 - Володар Суперкубка Італії (1): «Ювентус»: 1995 - Переможець Ліги чемпіонів УЄФА (2): «Ювентус»: 1995-96 «Боруссія» (Дортмунд): 1996-97 - Володар Суперкубка Німеччини (1): «Боруссія» (Дортмунд): 1996 - Володар Міжконтинентального кубка (1): «Боруссія» (Дортмунд): 1997 | - Володар Кубка угорської ліги (1): «Відеотон»: 2011-12 - Володар Суперкубка Угорщини (2): «Відеотон»: 2011, 2012 - Чемпіон Ізраїлю (1): «Маккабі» (Тель-Авів): 2013-14 - Чемпіон Швейцарії (1): «Базель»: 2014-15 - Володар Суперкубка ОАЕ (1): «Шабаб Аль-Аглі»: 2024 - Чемпіон ОАЕ (1): «Шабаб Аль-Аглі»: 2024-25 - Володар Кубка Президента ОАЕ (1): «Шабаб Аль-Аглі»: 2024-25 |